# امپراتور گوانگشو
امپراتور گوانگ‌شو (به چینی:广州) (زادهٔ ۱۴ اوت ۱۸۷۱–درگذشت ۱۴ نوامبر ۱۹۰۸)، با نام زایتیان، دهمین امپراتور سلسله چینگ بود که بر چین حکومت می‌کرد. امپراتوری او از سال ۱۸۷۵ تا ۱۹۰۸ به طول انجامید که از سال‌های ۱۸۸۹ تا ۱۸۹۸ بدون تأثیر و دخالت امپراتریس بیوه تزی شی، حکومت کرد. گوانگ‌شو اصلاحات صد روزه را آغاز کرد؛ اما پس از کودتای ملکه در سال ۱۸۹۸ میلادی و ناتوانی امپراتوری در اجرای اصلاحات، متوقف شد و او از پادشاهی خَلع گردید و تا زمان مرگ در حبس خانگی بود. نام دوران پادشاهی او «گوانگ‌شو» به‌معنای «جانشینی باشکوه» است؛ امپراتور گوانگ‌شو در سال ۱۹۰۸ میلادی درگذشت. در آن زمان به‌طور گسترده، تردیدهایی مبنی بر این‌که او مسموم شده یا به قتل رسیده است، وجود داشت. بررسی‌های پزشکی قانونی بر بقایای او در سال ۲۰۰۸ میلادی تأیید کرد که علت مرگ وی، مسمومیت با آرسنیک بوده است؛ میزان آرسنیک در بقایای او ۲۰۰۰ برابر بیشتر از حد معمول بود. 

## برگزینی به‌عنوان امپراتور
زایتیان، دومین پسر یی‌شوان (شاهزاده چون) و همسر اصلی او یِهنارا وانژن، خواهر کوچک‌تر امپراتریس بیوه تزی شی بود. در ۱۲ ژانویهٔ ۱۸۷۵، پسرعموی زایتیان، امپراتور تونگ‌ژی، بدون داشتن پسری برای جانشینی خود درگذشت. پس از درگذشت تونگ‌ژی، امپراتریس بیوه سیان پیشنهاد کرد یکی از پسران شاهزاده گونگ به‌عنوان امپراتور بعدی انتخاب شود، اما این پیشنهاد، توسط نایب‌السلطنه‌اش، امپراتریس بیوه تزی شی، رد شد. در عوض، سیکسی زایتیان (برادرزاده‌اش) را نامزد پادشاهی کرد و طایفهٔ امپراتوری در نهایت با انتخاب او موافقت کردند.
زایتیان به جای پسرعموی خود، امپراتور تونگ‌ژی، وارث و جانشین عموی فقید خود، امپراتور شیان‌فنگ شد. او در چهارسالگی به پادشاهی رسید و عنوان «گوانگ‌شو» را به‌عنوان نام سلطنتی خود برگزید؛ بنابراین او به «امپراتور گوانگ‌شو» معروف است. او توسط امپراتریس‌های بیوه سیان و تزی شی به فرزندخواندگی پذیرفته شد. در سال ۱۸۷۶، امپراتور گوانگ‌شو توسط ونگ تونگه آموزش داده شد.
در سال ۱۸۸۱، زمانی که امپراتور گوانگ‌شو ۹ ساله بود، امپراتریس بیوه سیان به‌ طور غیرمنتظره‌ای درگذشت و امپراتریس بیوه تزی شی، تنها نایب‌السلطنهٔ زایتیان شد.

## در دست گرفتن قدرت

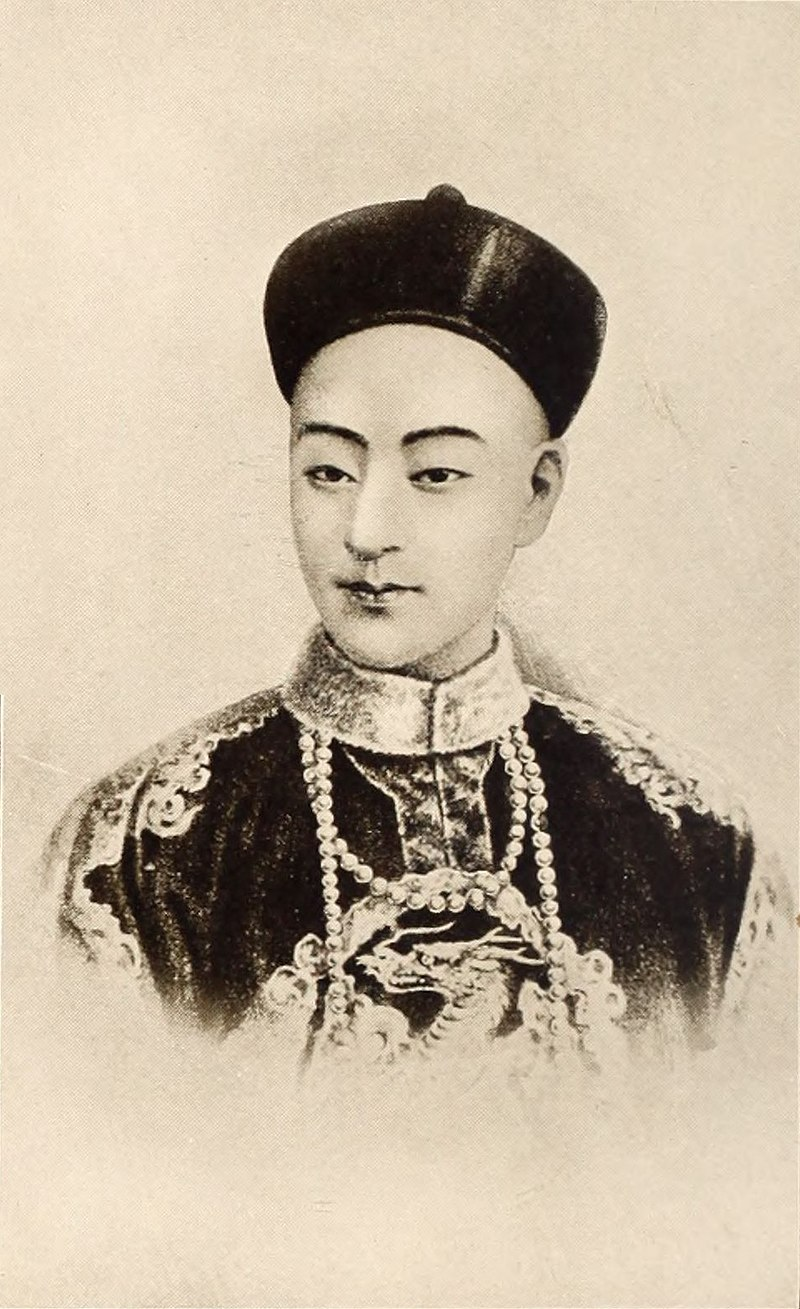
گوانگشو در لباس امپراتوری

در سال ۱۸۸۷، امپراتور گوانگ‌شو به سنی رسیده ‌بود، که بتواند به تنهایی حکومت کند. وی تحت نظارت سیکسی، حکومت خود را آغاز کرد. در فوریهٔ ۱۸۸۹ و پس از ازدواج امپراتور گوانگ‌شو، امپراتریس بیوه تزی شی از مقام خود، بازنشسته شد.

## سال‌های قدرت

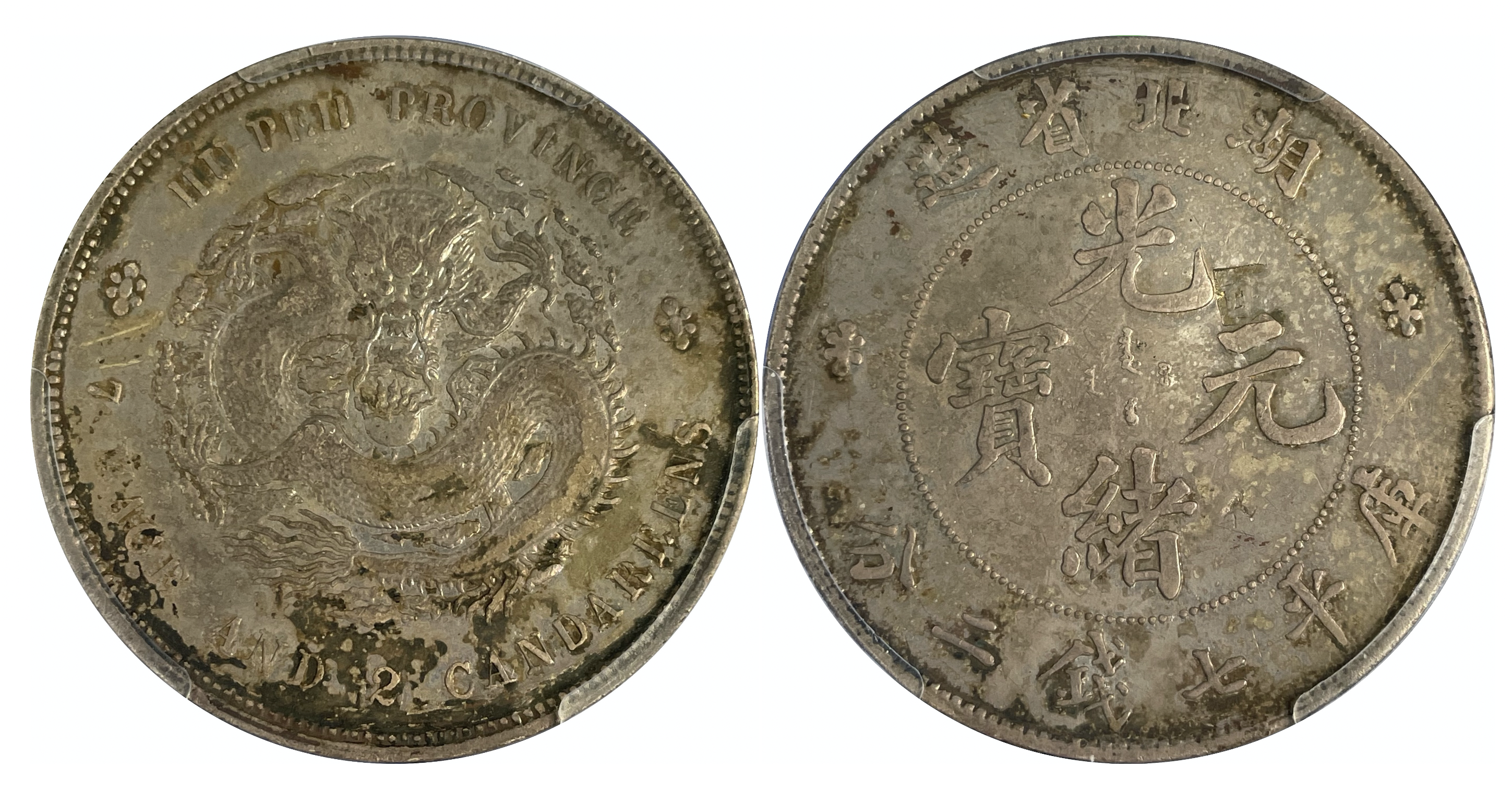
سکه نقره: ۱ یوان گوانگشو، استان هوبئی (۱۸۹۵–۱۹۰۷)

حتی پس از شروع حکومت رسمی امپراتور گوانگ‌شو، امپراتریس بیوه تزی شی با وجودِ اقامت چندین ماه از سال در کاخ تابستانی، همچنان بر تصمیمات و اقدامات او تأثیرگذار بود. بنا بر گزارش‌ها، ونگ تونگه مشاهده کرده است که در حالی‌که امپراتور به امور روزمرهٔ دولتی رسیدگی می‌کرد، در موارد دشوارتر، امپراتور و شورای بزرگ از سیکسی مشاوره می‌گرفتند. در واقع، امپراتور اغلب به کاخ تابستانی سفر می‌کرد تا به عمه‌اش ادای احترام کند و در مورد امور دولتی با او صحبت کند.
امپراتور گوانگ‌شو، در سال ۱۸۹۲ سعی کرد، اقداماتی سخت‌گیرانه را برای کاهش مخارج حکومتی انجام دهد که این اقدامات، یکی از معدود موفقیت‌های اداری او بود. این موضوع اما فقط یک پیروزی جزئی بود، زیرا او مجبور بود هزینه‌های بالاتری را برای راضی نگه داشتن سیکسی و برآورده کردن توقعات او تصویب و هزینه کند.
سال ۱۸۹۴ شاهد وقوع نخستین جنگ چین و ژاپن بود. در طول جنگ، حتی با وجود این‌که امپراتور گوانگ‌شو اسمی حاکم مستقل امپراتوری چینگ بود، اما در عمل، مقامات حکومتی اغلب او را نادیده می‌گرفتند و تابع دستورهای سیکسی بودند. پس از شکست امپراتوری چینگ و موافقت اجباری با مفاد پیمان شیمونوسکی، امپراتور گوانگ‌شو طبق گزارش‌ها تمایل خود را برای کناره‌گیری از پادشاهی ابراز کرد. امپراتور و دولت چین در اواخر سال ۱۸۹۷ با تحقیر بیشتری مواجه شدند و امپراتوری آلمان به بهانهٔ قتل دو کشیش در استان شاندونگ، خلیج جیاوژو را اشغال کرد.
پس از جنگ و دادن امتیازات مختلف، امپراتور گوانگ‌شو به این باور رسید که با آموختن و اجرای روش‌ها و سیاست‌های کشورهای پادشاهی مشروطه مانند ژاپن، امپراتوری چینگ از نظر سیاسی و اقتصادی قدرتمندتر خواهد شد. او در ژوئن ۱۸۹۸، اصلاحات صدروزه را با هدف انجام مجموعه‌ای از تغییرات سیاسی، قانونی و اجتماعی گسترده آغاز کرد. برای مدت کوتاهی، پس از بازنشستگی فرضی سیکسی، امپراتور گوانگ‌شو فرمان‌هایی را برای چندین مورد اصلاحات و نوسازی گسترده با کمک مقامات ترقی‌خواه مانند کانگ یووی و لیانگ کیچائو صادر کرد.

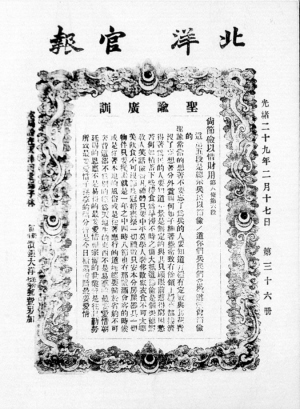
روزنامهٔ رسمی بی یانگ در بیست و نهمین سال پادشاهی گوانگشو، ۱۹۰۳

تغییرات مورد نظر او در موارد مختلفی از قبیل اصلاح روش‌ها، زیرساخت‌ها و صنایع متغیر بود. امپراتور گوانگ‌شو با صدور احکامی، اجازهٔ تأسیس یک دانشگاه مدرن در پکن، ساخت راه‌آهن لوهان و سیستم بودجه‌ای مشابه دولت‌های غربی را صادر کرد. هدف اولیهٔ او، تبدیل چین به یک امپراتوری دارای یک قانون اساسی مدرن اما در چارچوبی سنتی، مانند اصلاحات میجی در ژاپن بود.
با این‌وجود، اصلاحات موردنظر او برای چینی که هنوز تحت نفوذ قابل‌توجه نئوکنفوسیونیسم و سایر عناصر فرهنگ سنتی چینی بود، بسیار ناگهانی بود. گوانگ‌شو در این رابطه، با سیکسی که قدرت واقعی را در دست داشت نیز در تضاد قرار گرفت. بسیاری از مقامات دربار که توسط امپراتور گوانگ‌شو بی‌فایده در نظر گرفته‌شده و برکنار شده بودند، از سیکسی درخواست کمک کردند. اگرچه سیکسی هیچ‌کاری برای متوقف کردن اصلاحات صدروزه انجام نداد، او تنها راه برای حفظ پایگاه قدرت خود را انجام یک کودتای نظامی می‌دانست. امپراتور گوانگ‌شو از چنین نقشه‌ای آگاه شد بنابراین از کانگ یووی و متحدان اصلاح‌طلب خود خواست تا برای نجات او برنامه‌ریزی کنند. آن‌ها تصمیم گرفتند از کمک یوآن شیکای که دارای ارتشی مدرن، شامل ۶٬۰۰۰ سرباز بود استفاده کنند. سیکسی اما با ارتش بزرگ و قدرتمند رونگلو در تیانجین متحد شد.

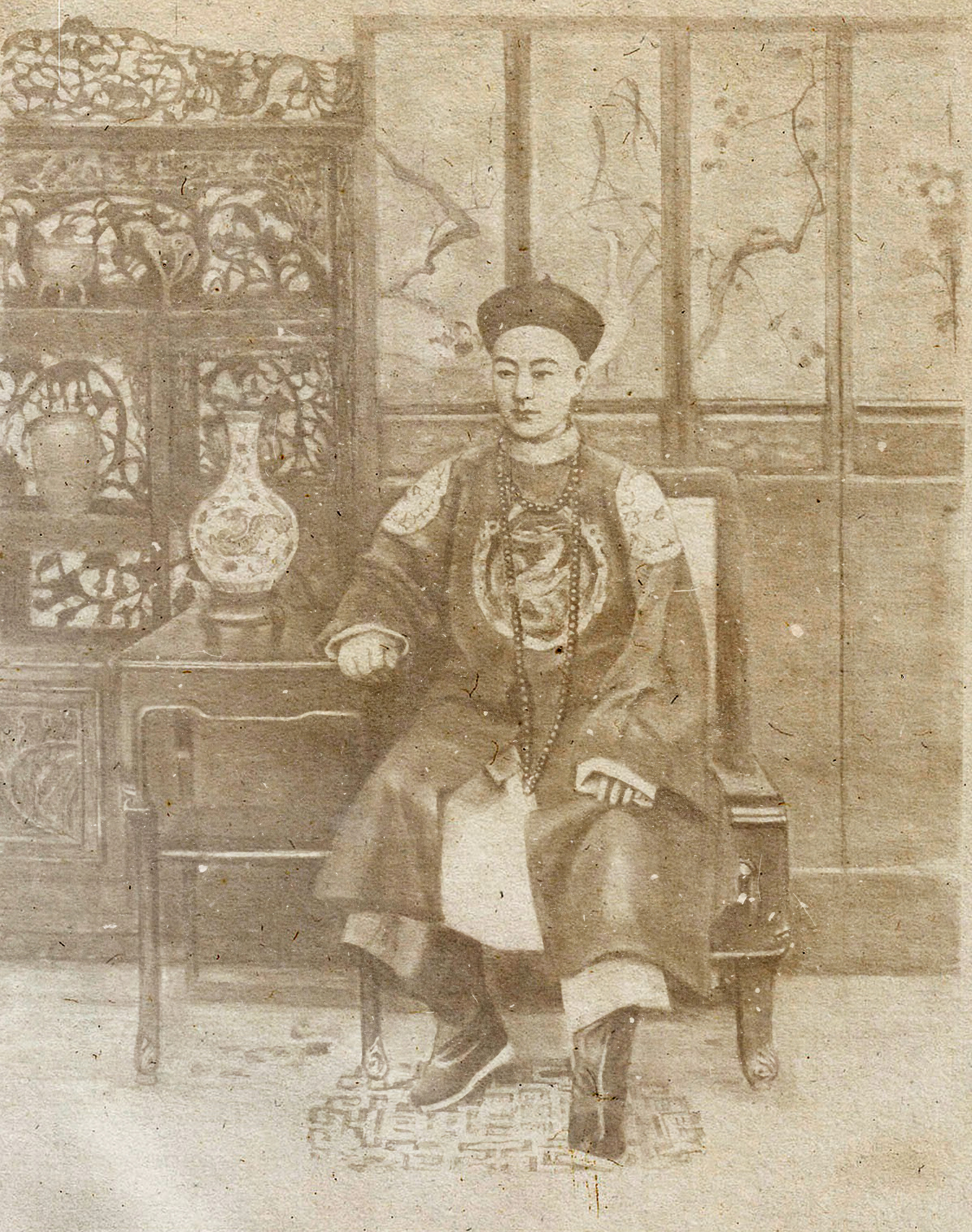
پرترهٔ امپراتور گوانگشو.

رونگلو، همچنین متحدی به‌نام ژنرال دونگ فوشیانگ داشت، که فرماندهی ۱۰٬۰۰۰ شجاع کانسو از جمله ژنرال‌هایی مانند ما فوکسیانگ و ما فولو را بر عهده داشت، که در منطقهٔ شهری پکن مستقر بودند. آن‌ها با سلاح گرم و توپخانهٔ پیشرفته‌تر، در طول کودتا در کنار جناح محافظه‌کار و متحدان سیکسی قرار گرفتند.
یک روز پیش از کودتا، یوان شیکای همه چیز را برای رونگلو تعریف کرد و نقشه‌های امپراتور گوانگ‌شو را فاش کرد. این موضوع، اعتماد سیکسی را به یوآن شیکای جلب کرد.
لی چیا شنگ (雷家聖)، یک استاد تاریخ تایوانی، دیدگاه دیگری را پیشنهاد می‌کند: «امپراتور گوانگ‌شو ممکن است توسط اصلاح‌طلبان به رهبری کانگ یووی به دام کشیده‌شده‌باشد، که به‌نظر لی توسط یک مبلغ بریتانیایی فریب خورده است».

## انزوا و حصر خانگی

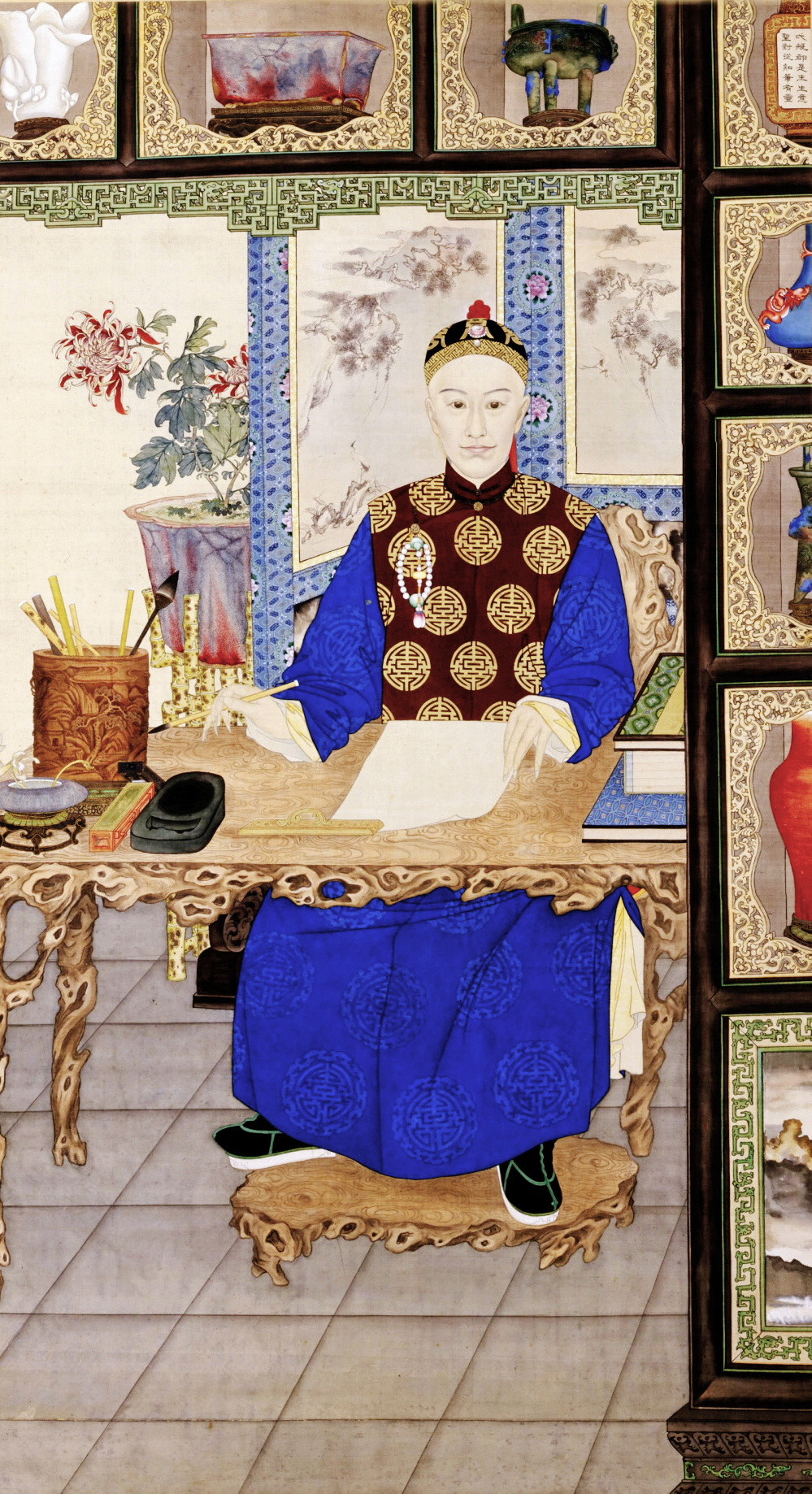
پرترهٔ امپراتور گوانگشو در اتاق کارش

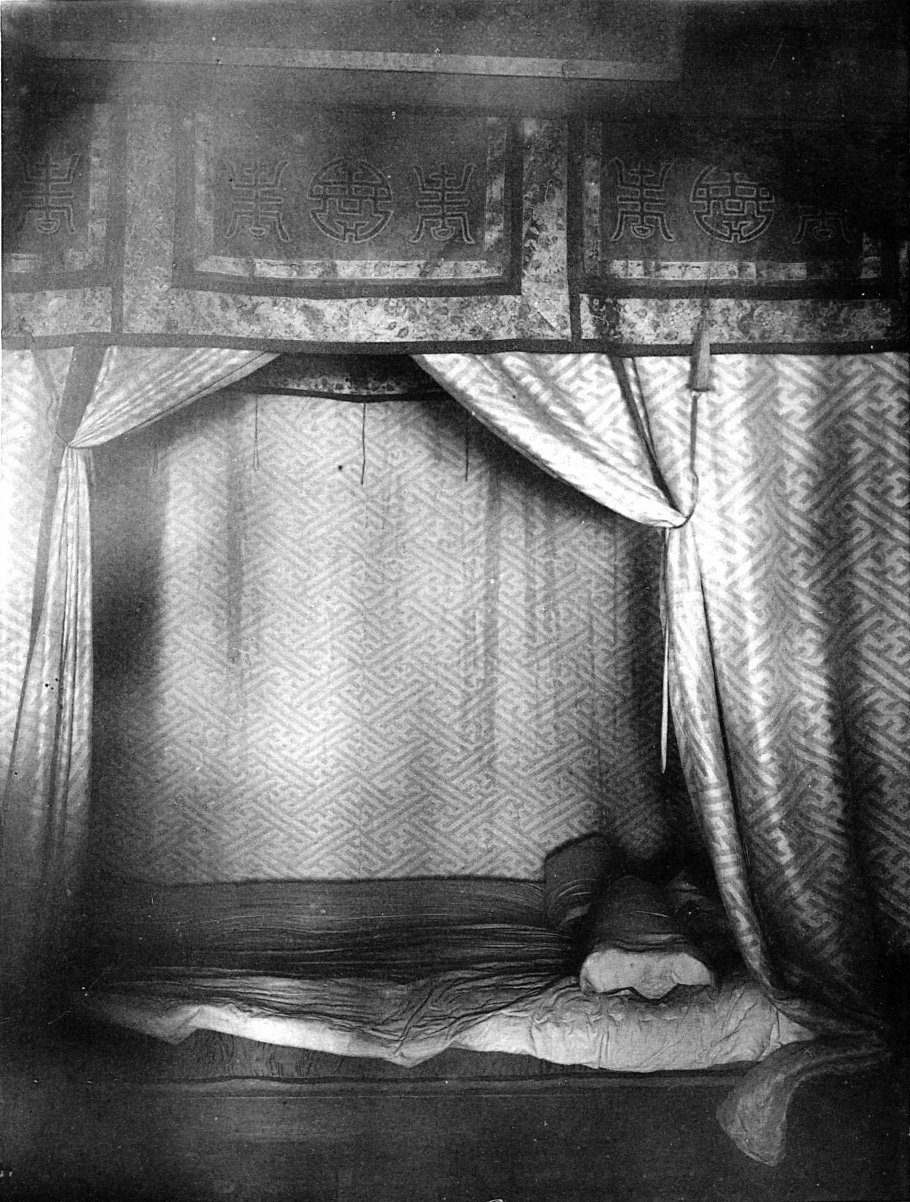
محل استراحت امپراتور گوانگشو که توسط یک افسر ارتش فرانسه عکاسی شده است. ۱۹۰۱

وظایف امپراتور گوانگ‌شو پس از سال ۱۸۹۸ بسیار محدود شد و او عملاً از قدرت به‌عنوان امپراتور برکنار شد (با وجود حفظ عنوان)، اما همچنان برخی از موقعیت‌های خود را حفظ کرد.
امپراتور از امور مملکتی مطلع می‌شد و آن‌ها را همراه با سیکسی می‌خواند، و همچنین در دیدارها و جلسات مختلف، حاضر می‌شد اما قدرت و تصمیم‌گیری‌ها، به‌کلی در اختیار سیکسی بود.
در سال ۱۸۹۸، اندکی پس از فروپاشی طرح اصلاحات صدروزه، وضعیت سلامتی امپراتور گوانگ‌شو رو به زوال گذاشت و سیکسی را بر آن داشت تا پوجون، پسرعموی امپراتور، شاهزاده دوان محافظه‌کار را به‌عنوان وارث فرضی تاج و تخت، معرفی کند. پوجون و پدرش پس از شورش مشتزن‌ها از سمت خود برکنار شدند. او توسط یک پزشک در نمایندگی فرانسه معاینه شد و تشخیص داده‌شد که نفریت مزمن دارد. او همچنین در آن زمان ناتوان بود.
در پی شورش مشتزن‌ها، امپراتور گوانگ‌شو، همراه با سیکسی، ملکه لونگیو و برخی دیگر از مقامات دربار، در ۱۴ اوت ۱۹۰۰ از پکن گریختند، زیرا نیروهای اتحاد هشت ملت به پایتخت وارد شده بودند.
با بازگشت گوانگ‌شو به پایتخت در ژانویهٔ ۱۹۰۲، پس از خروج قدرت‌های خارجی، امپراتور گوانگ‌شو چند سالِ بعد را در انزوا در کاخ خود با ساعت‌های مچی و دیگر ساعت‌هایی که در دوران کودکی برای او جذابیت داشتند مشغول بود. گوانگ‌شو همچنین به‌طور گسترده‌ای مطالعه و زمانی را صرف یادگیری زبان انگلیسی می‌کرد.

## مرگ: ترور
امپراتور گوانگ‌شو در ۱۴ نوامبر ۱۹۰۸، تنها یک روز پیش از مرگ سیکسی، در سن ۳۷ سالگی درگذشت. برای مدت طولانی چندین نظریه در مورد مرگ امپراتور وجود داشت، که هیچ‌یک از آن‌ها به‌طور کامل توسط مورخان پذیرفته نشد. بیشتر آن‌ها تمایل داشتند که بر این باور باشند که سیکسی که خود بسیار بیمار بود، امپراتور گوانگ‌شو را مسموم کرد زیرا می‌ترسید که او پس از مرگش سیاست‌هایش را تغییر داده و اصلاحات مورد نظر خود را ادامه دهد. نظریهٔ دیگر این است که امپراتور گوانگ‌شو توسط یوآن شیکای مسموم شده است. شیکای احتمالاً تصور داشت که اگر پس از مرگ قریب‌الوقوع سیکسی، امپراتور دوباره به قدرت برسد، ممکن است وی را به جرم خیانت اعدام کند. هیچ منبع موثقی برای اثبات این‌که چه کسی امپراتور گوانگ‌شو را به قتل رسانده وجود نداشت. سوابق پزشکی که توسط پزشک امپراتور گوانگ‌شو نگه‌داری می‌شد، نشان داد که امپراتور، پیش از مرگ خود، از درد شکمی شدیدی رنج می‌برد و صورتش آبی‌رنگ شده بود و این‌ها از علائم معمول مسمومیت با آرسنیک است. برای از بین بردن شایعات مداوم مبنی بر مسموم شدن امپراتور، دربار امپراتوری چینگ، تعدادی اسناد و مدارک پزشکی را ارائه کرد که نشان می‌داد امپراتور گوانگ‌شو به‌دلایل طبیعی درگذشته اما این اقدام نیز سوءظن‌ها را برطرف نکرد.
در ۴ نوامبر ۲۰۰۸، آزمایش‌های پزشکی قانونی نشان داد که سطح آرسنیک در بقایای امپراتور، ۲٬۰۰۰ برابر بیشتر از میزان عادی است.
با انتخاب سیکسی به‌عنوان وارث، برادرزاده‌اش پویی، که نام سلطنتی «ژوانتونگ» را به خود اختصاص داد، جانشین گوانگ‌شو شد. در ژانویهٔ ۱۹۱۲، همسر امپراتور گوانگ‌شو، که به عنوان امپراتریس بیوه لونگیو نام گرفته‌بود، مُهر امپراتوری خود را کنار گذاشت و به دو هزار سال حکومت امپراتوری در چین پایان داد. لونگیو در سال ۱۹۱۳ بدون فرزند درگذشت.
پس از انقلاب شین‌های ۱۹۱۱–۱۹۱۲، جمهوری چین بودجهٔ ساخت مقبرهٔ امپراتور گوانگ‌شو در مقبره‌های غربی چینگ را تأمین کرد. این مقبره در طول جنگ داخلی چین مورد سرقت قرار گرفت اما کاخ زیرزمینی (محل دفن) اکنون به‌روی عموم باز است.

## ارزیابی
در سال ۱۹۱۲، سون یات سن، امپراتور گوانگ‌شو را به‌دلیل انجام اصلاحات آموزشی که به چین اجازه داد تا بیشتر در مورد فرهنگ غربی بیاموزد، تمجید کرد. پس از تأسیس جمهوری خلق چین در سال ۱۹۴۹، مورخ فن ونلان (范文瀾) امپراتور گوانگ‌شو را «نجیب‌زادهٔ منچو که می‌توانست ایده‌های غربی را بپذیرد» نامید. برخی از مورخان معتقدند که امپراتور گوانگ‌شو نخستین رهبر چینی بود که اصلاحات مدرن و نظام سرمایه‌داری را اجرا کرد. گوانگ‌شو، تنها امپراتور دودمان چینگ بود که در طول دورهٔ پادشاهی خود در حبس خانگی قرار گرفت.